# Gerecht in Eerste Aanleg

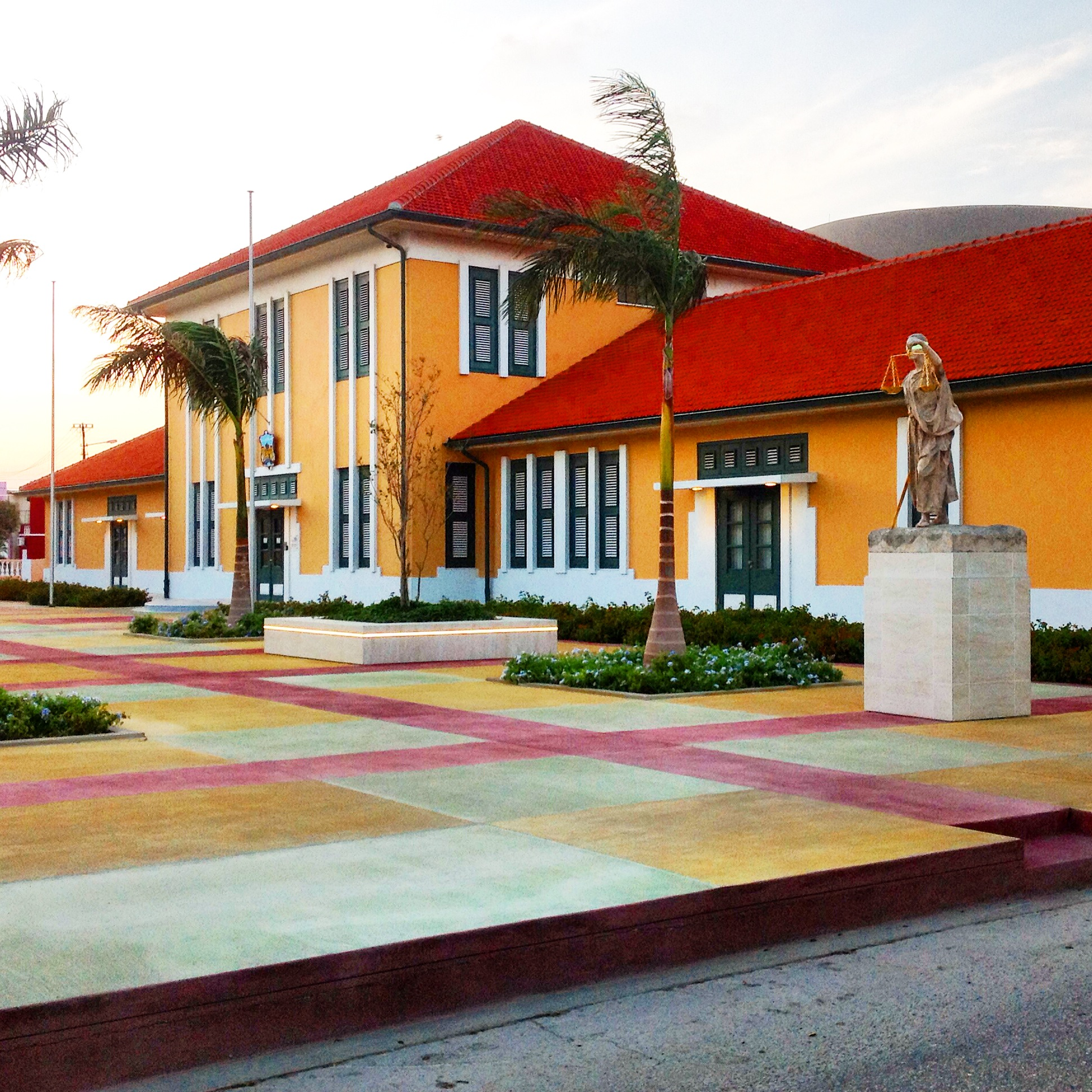
Het gerechtsgebouw in Oranjestad, Aruba

Het Gerecht in Eerste Aanleg is een rechterlijke instelling op de zes voormalige Nederlands-Antilliaanse eilanden. Sinds 10 oktober 2010 zijn er vier gerechten:
- Gerecht in Eerste Aanleg van Aruba
- Gerecht in Eerste Aanleg van Curaçao
- Gerecht in Eerste Aanleg van Sint Maarten
- Gerecht in Eerste Aanleg van Bonaire, Sint Eustatius en Saba

De Gerechten in Eerste Aanleg behandelen de civiele, administratieve en strafzaken in eerste instantie. Ze zijn daardoor te vergelijken met de rechtbank in het Europese deel van Nederland. Echter, anders dan in de Nederlandse rechtbank worden bij de Gerechten in Eerste Aanleg alle zaken door een enkelvoudige kamer (één rechter) behandeld. De meeste rechters in de Gerechten in Eerste Aanleg zijn lid van het Gemeenschappelijk Hof van Justitie van Aruba, Curaçao, Sint Maarten en van Bonaire, Sint Eustatius en Saba, dat zaken in hoger beroep behandelt. De rechter die in eerste aanleg heeft beslist, neemt uiteraard niet deel aan de behandeling van een tegen die beslissing gericht hoger beroep. De Gerechten houden dagelijks zitting op Aruba, Curaçao en Sint Maarten en van tijd tot tijd ook op Bonaire, Sint Eustatius en Saba.